# Республика Акри
Респу́блика А́кри (порт. República do Acre, исп. República del Acre), также — Незави́симое Госуда́рство А́кри (порт. Estado Independente do Acre, исп. Estado Independiente del Acre) — марионеточное государство в Латинской Америке, существовавшее с 1899 по 1903 год. Его провозглашение фактически представляло собой попытку ряда бразильских землевладельцев получить контроль над всей каучуконосной Амазонией в период так называемой каучуковой лихорадки. Столицей был город Пуэрто-Алонсо.

## История
В своём стремлении собрать больше каучука бразильские землевладельцы, часто одновременно являющиеся крупными чиновниками на местах, снаряжали новые экспедиции и группы каучукосборщиков в пограничные районы страны, вторгаясь также в слабонаселённые приграничные территории Боливии и Перу.
14 июля 1899 года испанец Луис Гальвес Родригес де Ариас при поддержке правительства бразильского штата Амазонас занял северо-западную Боливию и провозгласил республику Акри, в которую тут же хлынул поток бразильских колонистов. Население республики достигло 13 тысяч жителей, 90 % из них — бразильцы. Португальский язык был объявлен официальным языком республики наряду с испанским.
Боливия выразила своё недовольство, надеясь заручиться поддержкой компаний из США. Так началась война за Акри, которая также затронула территорию Перу. Федеральное правительство Бразилии поначалу пыталось избегать открытых международных конфликтов. Боливии удалось временно вернуть контроль над Акри военным путём, но тут произошло восстание бразильских переселенцев, выступавших за присоединение Акри к Бразилии.
Петрополисское соглашение от 17 ноября 1903 года передало Акри в вечное владение Бразильской республике. 25 февраля 1904 года Акри официально стал федеральной территорией Бразилии, а в 1962 году был преобразован в штат.

## Президенты Республики
- Луис Гальвес Родригес де Ариас, 1899 и 1900
- Антонио де Соуза Брага, 1900
- Луис Гальвес Родригес де Ариас, 1900
- Жоакин Витор да Силва, 1900
- Жозе Пласиду ди Каштру, 1902—1904 (губернатор Акри)